# دلهي (لويزيانا)
دلهي (بالإنجليزية: Delhi, Louisiana)‏ هي بلدة أمريكية تقع في الولايات المتحدة في لويزيانا. يقدر عدد سكانها بـ 2,972 نسمة .

## التركيبة السكانية
حدّد مكتب تعداد الولايات المتحدة بيانات التركيبة السكانية لدلهي في تعداد الولايات المتحدة. في ما يلي، التركيبة السكانية حسب تعدادي 2000 و2010.

### تعداد عام 2000
بلغ عدد سكان دلهي 3,066 نسمة بحسب تعداد عام 2000، وبلغ عدد الأسر 1,129 أسرة وعدد العائلات 788 عائلة مقيمة في البلدة. في حين سجلت الكثافة السكانية 402.4 نسمة لكل كيلومتر مربع (1,042.2/ميل2). وبلغ عدد الوحدات السكنية 1,253 وحدة بمتوسط كثافة قدره 164.4 لكل كيلومتر مربع (425.8/ميل2).
وتوزع التركيب العرقي للبلدة بنسبة 42.24% من البيض و56.78% من الأمريكيين الأفارقة و0.07% من الأمريكيين الأصليين و0.10% من الأمريكيين ذوي الأصول الآسيوية و0.36% من الأعراق الأخرى و0.46% من عرقين مختلطين أو أكثر و0.98% من الهسبانيون أو اللاتينيون من أي عرق.
بلغ عدد الأسر 1,129 أسرة كانت نسبة 38.2% منها لديها أطفال تحت سن الثامنة عشر تعيش معهم، وبلغت نسبة الأزواج القاطنين مع بعضهم البعض 41.5% من أصل المجموع الكلي للأسر، ونسبة 24.5% من الأسر كان لديها معيلات من الإناث دون وجود شريك،  بينما كانت نسبة 3.8% من الأسر لديها معيلون من الذكور دون وجود شريكة وكانت نسبة 30.2% من غير العائلات. تألفت نسبة 27.3% من أصل جميع الأسر من عدة أفراد يعيشون في نفس المنزل ونسبة 15.7% كانت تتألف من شخص يعيش بمفرده يبلغ من العمر 65 عاماً أو أكثر. وبلغ متوسط حجم الأسرة المعيشية 2.54، أما متوسط حجم العائلات فبلغ 3.10.
بلغ العمر الوسطي للسكان 36.5 عاماً. وكانت نسبة 26.5% من القاطنين تحت سن الثامنة عشر، وكانت نسبة 10% بين الثامنة عشر والرابعة والعشرين عاماً، ونسبة 24.1% كانت واقعةً في الفئة العمرية ما بين الخامسة والعشرين والرابعة والأربعين عاماً، ونسبة 16.7% كانت ما بين الخامسة والأربعين والرابعة والستين، ونسبة 16% كانت ضمن فئة الخامسة والستين عاماً فما فوق. يوجد لكل 100 أنثى 81.6 ذكر، ويوجد لكل 100 أنثى في الثامنة عشر من عمرها فما فوق 76.4 ذكر.
بلغ متوسط دخل الأسرة في البلدة 21,763 دولارًا، أما متوسط دخل العائلة فبلغ 25,651 دولارًا. وكان متوسط دخل الذكور 25,054 دولارًا مقابل 12,837 دولارًا للإناث. وسجل دخل الفرد الخاص بالبلدة 11,161 دولارًا. وكانت نسبة 26.2% من العائلات ونسبة 31.6% من السكان تحت خط الفقر، وكان من هؤلاء نسبة 46.1% تحت سن الثامنة عشر ونسبة 21.8% في الخامسة والستين من العمر وما فوق.

### تعداد عام 2010
بلغ عدد سكان دلهي 2,919 نسمة بحسب تعداد عام 2010، وبلغ عدد الأسر 1,069 أسرة وعدد العائلات 749 عائلة مقيمة في البلدة. في حين سجلت الكثافة السكانية 383.1 نسمة لكل كيلومتر مربع (992.2/ميل2). وبلغ عدد الوحدات السكنية 1,215 وحدة بمتوسط كثافة قدره 159.4 لكل كيلومتر مربع (412.8/ميل2).
وتوزع التركيب العرقي للبلدة بنسبة 35.59% من البيض و61.77% من الأمريكيين الأفارقة و0.38% من الأمريكيين الأصليين و0.41% من الأمريكيين ذوي الأصول الآسيوية و0.69% من الأعراق الأخرى و1.16% من عرقين مختلطين أو أكثر و1.51% من الهسبانيون أو اللاتينيون من أي عرق.
بلغ عدد الأسر 1,069 أسرة كانت نسبة 39.2% منها لديها أطفال تحت سن الثامنة عشر تعيش معهم، وبلغت نسبة الأزواج القاطنين مع بعضهم البعض 35.6% من أصل المجموع الكلي للأسر، ونسبة 29.3% من الأسر كان لديها معيلات من الإناث دون وجود شريك،  بينما كانت نسبة 5.1% من الأسر لديها معيلون من الذكور دون وجود شريكة وكانت نسبة 29.9% من غير العائلات. تألفت نسبة 27.1% من أصل جميع الأسر من عدة أفراد يعيشون في نفس المنزل ونسبة 11.5% كانت تتألف من شخص يعيش بمفرده يبلغ من العمر 65 عاماً أو أكثر. وبلغ متوسط حجم الأسرة المعيشية 2.66، أما متوسط حجم العائلات فبلغ 3.21.
بلغ العمر الوسطي للسكان 34.3 عاماً. وكانت نسبة 30% من القاطنين تحت سن الثامنة عشر، وكانت نسبة 8.5% بين الثامنة عشر والرابعة والعشرين عاماً، ونسبة 23% كانت واقعةً في الفئة العمرية ما بين الخامسة والعشرين والرابعة والأربعين عاماً، ونسبة 25.4% كانت ما بين الخامسة والأربعين والرابعة والستين، ونسبة 13.1% كانت ضمن فئة الخامسة والستين عاماً فما فوق. وتوزع التركيب الجنسي للسكان بنسبة 46.4% ذكور و53.6% إناث.

## أعلام
- تيم ماكغرو
- إيرل هوليمان
- جوني روبنسون